# Helge Lindahl (jurist)
Helge Lindahl, född 29 juni 1895 i Adolf Fredriks församling i Stockholm, död 17 juli 1974 i Västerleds församling i Stockholm, var en svensk jurist.
Helge Lindahl var son till fängelsedirektören Carl Lindahl och Carolina Arfwedson samt bror till nationalekonomen Erik Lindahl och läkaren Gunnar Lindahl samt farbror till biokemisten Tomas Lindahl. Efter studentexamen i Jönköping 1913 blev han juris kandidat vid Lunds universitet 1918 och samma år biträdande jurist vid O Wallins advokatbyrå i Stockholm. Från 1931 var han delägare i Hintze och Lindahls advokatbyrå och från 1952 drev han Helge Lindahls advokatbyrå.
Han blev ledamot av Advokatsamfundet 1921 och var styrelseledamot där 1939–1946 och 1954–1958 samt ordförande i Stockholmsavdelningen 1950–1955. Han hade uppdrag som sakkunnig för handelsdepartementet 1946–1947 och för Utrikesdepartementet (UD) 1957–1959. Han var kommendör av Vasaorden (KVO) och riddare av Nordstjärneorden (RNO).
Han gifte sig 1919 med Ester Steen (1888–1963), dotter till folkskolläraren C.M. Steen och Else Andersdotter. De fick barnen Carl Erik (född 1920) och Else (född 1923). Makarna Lindahl är begravda på Norra begravningsplatsen utanför Stockholm.